# Khushi (film 2003)
Khushi (tłumaczenie dosłowne "Szczęście" niem. tytuł "Khushi bedutet Glück") – bollywoodzki komediodramat miłosny z Fardeen Khanem i Kareena Kapoor w rolach głównych. Reżyser tego filmu S J Suryah zrobił go pierwotnie w języku tamilskim jako film tamilski odnosząc sukces. Druga wersja mimo udziału gwiazd cieszyła się mniejszą popularnością.

## Obsada
- Fardeen Khan – Karan Roy
- Kareena Kapoor – Khushi Singh (Lali)
- Amrish Puri – Vir Bhadra Singh
- Naveen Nischol – pan Roy
- Beena – Madhu Roy
- Johnny Lever – Milestone
- Sharat Saxena – Zohravar Singh
- Amitabh Bachchan – narrator

## Piosenki
Muzykę (i piosenki) do filmu skomponował Anu Malik, twórca muzyki do takich filmów jak:  Akele Hum Akele Tum, Chaahat, Miłość, Border, China Gate, Refugee, Fiza Aśoka Wielki, Aks, LOC Kargil, Tamanna, Ishq Vishk, Murder, Fida, No Entry, Humko Deewana Kar Gaye, Zakochać się jeszcze raz,  Umrao Jaan, czy Paap. Nagroda Filmfare za Najlepszą Muzykę za Baazigar i Jestem przy tobie.
- Hai Re Hai Re – Hema Sardesai, Kay Kay
- Tere Bina Tere Bina – Alka Yagnik, Shaan
- Jiya Mein Jiya – Alka Yagnik, Udit Narayan
- Khushi Aayee Re Aayee Re – Sunidhi Chauhan
- Good Morning India – Sonu Nigam
- Aaja Piya – Sunidhi Chauhan